# Libinia dubia
Libinia dubia är en kräftdjursart som beskrevs av H. Milne Edwards 1834. Libinia dubia ingår i släktet Libinia och familjen Pisidae. Inga underarter finns listade i Catalogue of Life.